# Amite City
Amite City é uma cidade  localizada no estado americano de Luisiana, na Paróquia de Tangipahoa.

## Demografia
Segundo o censo americano de 2000, a sua população era de 4110 habitantes. 
Em 2006, foi estimada uma população de 4287, um aumento de 177 (4.3%).

## Geografia
De acordo com o United States Census Bureau tem uma área de 
10,1 km², dos quais 10,0 km² cobertos por terra e 0,1 km² cobertos por água.

## Localidades na vizinhança
O diagrama seguinte representa as localidades num raio de 20 km ao redor de Amite City. 